# キューバ計画

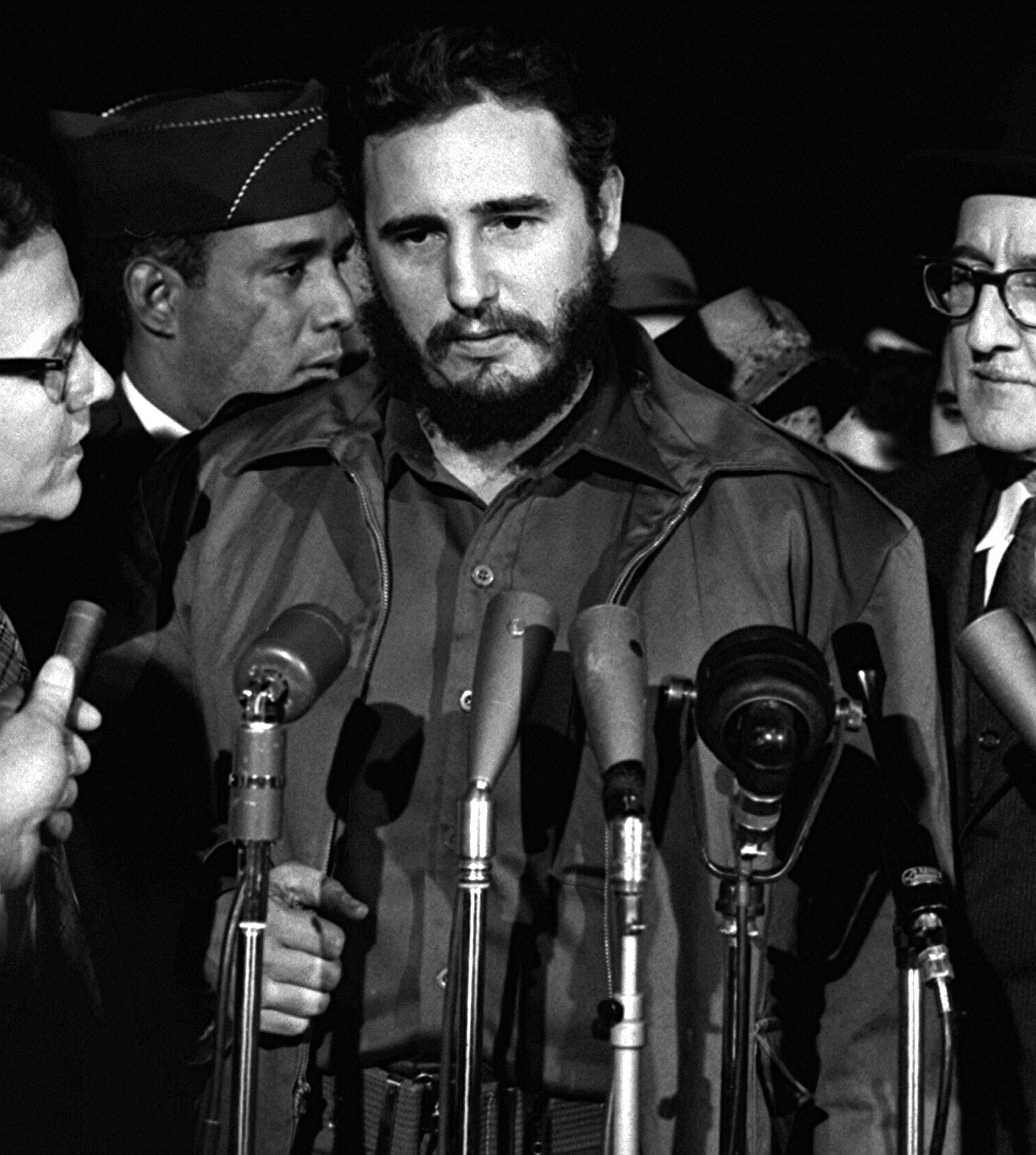
フィデル・カストロ（1959年）

キューバ計画（キューバけいかく、The Cuban Project）とは、ジョン・F・ケネディ大統領政権初期に中央情報局（CIA）が展開したキューバのフィデル・カストロ政権に対する秘密作戦、テロリズムである。マングース計画（Operation Mongoose）とも。ピッグス湾事件失敗後の1961年11月30日、ケネディ政権より権限を与えられ、アメリカ空軍のエドワード・ランズデール准将が実行した。
キューバの共産政権打倒を目的としたもので、歴史学者のホルヘ・ドミンゲスハーバード大学教授によると、ケネディ政権はこれを最重要課題としていたという。「キューバの共産政権転覆を支援」し、「1962年10月にキューバにおける暴動の発生」を企図している事がアメリカ合衆国国務省の文書で確証されており、同国の政策立案者も「アメリカが平和裏に共存し得る新政権の樹立」を求めていた事が明らかとなっている。

## 起源
キューバ革命及びフィデル・カストロ政権誕生以後、合衆国政府は社会主義革命の妨害と、同地における親米政権の樹立を決定。ピッグス湾事件失敗を受け、カストロ失脚の方途を探る特別委員会も立ち上げられる事となる。委員会設立に至ったのも、キューバがアメリカ大陸における共産主義運動の旗手になりつつあるとの憶測に基づくものであった。

## 計画
アメリカ国防総省傘下にある統合参謀本部は、合衆国によるキューバへの軍事侵攻に係る任務を国防長官に要求したものの、実質的権限はロバート・ケネディ司法長官が掌握。
ロバートは当時、キューバに対する強硬策を志向していなかったため、国防総省からエドワード・ランズデール、CIAからはウィリアム・キング・ハーヴェイが計画を先導。ランズデールの起用はフクバラハップ反乱期のフィリピンにおける対反乱作戦や、ベトナムのゴ・ディン・ジエム政権支援における手腕を買われたためとされている。
CIAの共同設立者であるサミュエル・ハルパームは、「CIAや米軍、商務省をはじめ、神は計画にあらゆる人間が存在した事を知っている。ランズデールを首謀者に、ロバート・ケネディの失脚を狙った政府レベルの作戦でもあった」として、関与の幅の広さを回顧している。
33種のマングースが現存する事に因み、キューバ計画では33もの案が練られており、実行に移されたものも複数ある。プロパガンダからキューバ政府並びに経済への打撃に至るまで、まさに多種多様であった。中にはアメリカ陸軍特殊部隊群を利用して、キューバにおける砂糖の生産を壊滅に追い込み、港に機雷を敷設する計画まであったという。
その他、キューバへの侵略を正当化する偽旗作戦として、統合参謀本部議長が署名、ロバート・マクナマラ国防長官に上程された1962年のノースウッズ作戦が挙げられる。キューバ人亡命者や合衆国内の軍事的目標、キューバの民間航空機に対して攻撃を仕掛けたり、攻撃に関する虚報を垂れ流した上で、キューバ政府にその責任を擦り付けようとしていた。
1962年のキューバ危機に至る過程で、キューバ計画が重要な役割を果たす事となる。6段階に及ぶ行程表が同年2月20日、ランズデールにより提示されるが、ロバート・ケネディ司法長官による調査を経て、3月16日には、ケネディ大統領が作戦の概要を知る所となった。
ランズデールは政府関係者の暗殺のみならず、サボタージュや諜報活動といった政治的、心理的、軍事的計画のあらましを開示。反カストロプロパガンダや反政府勢力への武器援助、国中にゲリラ基地を建設したり、10月のキューバへの軍事侵攻に備えたりするなど、共産政権打倒に向けた様々な方法が、提案以後毎月練られてゆく。
CIAが立案した個々の案件としては、カストロ暗殺を目的とするものが多く存在。タバコの箱にボツリヌス菌を盛る、ダイビングスポットに爆弾を仕掛けた貝殻を置くなどであった。一方、キューバ国民の視点から、カストロの信用を失わせる計画も、少なからず練られている。中には硫酸塩を服に掛け、トレードマークである顎髭を抜け落とさせたり、テレビ演説に先立ち幻覚剤をスタジオに噴射したりする案もあったという。
CIAの作戦はマイアミに本部を置いて行われ、カストロの暗殺を計画する上でマフィア（キューバ国内におけるカジノ事業の復権を熱望していた）の支援を仰ぐ事となる。就中ウィリアム・ハーヴェイは、シカゴ・アウトフィットの首領であるジョン・ロッセーリと直にやり取りを行う、CIA工作員の1人であった。
歴史学者のスティーブン・レイブは、「学者達は当然の事ながら、ピッグス湾事件やマングース作戦として知られる、合衆国によるテロ並びにサボタージュ、フィデル・カストロ暗殺計画や勿論キューバ危機に焦点を当ててきた。しかし、キューバ危機以後における米玖関係にはあまり注意を払ってこなかった。」としている。またレイブはチャーチ委員会の報告書から、ケネディ政権が1963年6月以降、キューバ国内の要人はもとより、CIAが無差別なプロパガンダや「経済制裁」、サボタージュを打つ一方で、同国との戦争に向け着々と足元を固めた事が明らかになったという。
その1例として、カストロ暗殺を模索していたCIA工作員が、キューバの要人であるロランド・クベーラ・セカデスに、有毒な皮下注射針を取り付けたボールペンを提供した出来事が挙げられる。なおCIAは当時、発電所や石油精製施設、製糖工場への攻撃を含め、キューバ国内で13もの作戦を請け負っていた。
歴史学者のホルヘ・ドミンゲスハーバード大学教授も、計画が鉄道橋や石油貯蔵施設、糖蜜貯蔵施設の他製材所に対するサボタージュにまで及んでいたと主張。また、「1000ページもの文書中に一度のみ、合衆国の高官が同国のテロ支援に抵抗感らしきものを示した形跡がある」と論じた。その後、上記の行動が実行に移される事となる。

## 実行
「大規模な暴動と共産政権打倒」を目指すキューバ計画は、本来1962年10月に行う予定であった。しかし、キューバ危機勃発のため同月30日に中止を決定。ドミンゲスは、ケネディがキューバ危機を理由に計画の実行を一旦は留保したものの、「ソ連との対立が和らいだため、キューバに対するテロ支援政策に回帰した」という。
一方、ノーム・チョムスキーは「キューバ危機が最高潮に達した最中にあっても、テロ作戦は続行していた。公式には、ケネディとニキータ・フルシチョフが会談を行った数日後の10月30日に中止されたとしているが、それにも関わらず続いていた」としている。その結果、「アメリカ国家安全保障会議の上級委員会が、キューバ人亡命者にキューバと東側諸国との貨物輸送を断ち切らせるのみならず、国内の施設でサボタージュを行わせ、これを現地人のせいにするなど、様々な策を推奨した」という。

## 暗殺計画
暗殺計画の多くはCIAが提案。最も悪名高きものは、カストロが愛煙家である事を利用した、タバコ爆弾であった。ただし、これを事実とする文献は無数に存在するものの、少なくとも1件はこれを虚偽としており、残りはタブロイド紙のネタに過ぎない模様。
また、タバコ爆弾の話に関してはCIAに起源を持つものの、ジョークで提案したとする説もある。本来の計画に注目が集まるのを避けるため、寧ろ故意に「馬鹿げた」考えをCIAが捏造した、というものであった。
カストロ暗殺計画としては、この他にタバコに毒薬を盛る（実際、有毒なタバコの入った箱がハバナ市内にばら撒かれている）、スキューバダイビング場に爆弾を忍ばせた貝殻を置く、ウェットスーツに有害なバクテリアや胞子を染み込ませる、潜水用具に結核菌を注入する、ハンカチや紅茶、コーヒーに死を齎すバクテリアを入れる、などがある。また、CIAはカストロの靴に硫酸塩や強力な脱毛剤を忍び込ませ、「顎髭や眉毛、陰毛に至るまで抜け落とさせ」ようとさえしていたという。
1975年に開かれた合衆国上院のチャーチ委員会は、カストロ暗殺計画を少なくとも8案練っていた事が確認されている。この他、長らくカストロの身辺保護に当たっていたファビアン・エスカランテは、CIAが638案に及ぶ暗殺計画を立てていたと主張。
作家のイアン・フレミングは1960年3月、カストロの評判を落とす計画を提案した友人を通じて、ケネディ大統領に謁見する。

## その後
キューバ計画は先行するピッグス湾事件と同様、合衆国の対キューバ政策の失敗例として広く認識されている。ノーム・チョムスキーは1989年、「世界最大の国際テロ作戦」とまで表現。またチョムスキーによると、年間5000万ドルの予算規模に上り、500名のアメリカ人を含む2500名を雇い、1961年から1975年までの14年間が未だ謎に包まれているという。
しかし、合衆国上院のチャーチ委員会や「良質な調査報道」により、ある程度は明らかになっている。何れにせよ、チョムスキーは「（1962年のキューバ危機の最中の作戦であるため）核戦争の切っ掛けになり得るテロ作戦」と述べており、「（1989年）現在も未だ進行中の可能性があるものの、1970年代全般を通じて続いたのは間違い無い」と発言。